# 3-乙基吲哚
3-乙基吲哚是一种有机化合物，化学式为C10H11N。它可由吲哚-3-乙酮在Pd/C催化下经水合肼还原得到。它和氯乙酰氯反应，可以得到1-氯乙酰基-3-乙基吲哚。